# 저스틴 하틀리
저스틴 하틀리(Justin Hartley, 1977년 1월 29일 ~ )는 미국의 배우이다.

## 출연 작품
- 하이, 젝시 (2019) - 브로디 역
- 리틀 (2019, Little)
- 헌트 (2020)
- 시니어 이어 (2022) - 블레인 역
- 노엘 다이어리 (2022) - 제이컵 터너 역